# SBV Vitesse

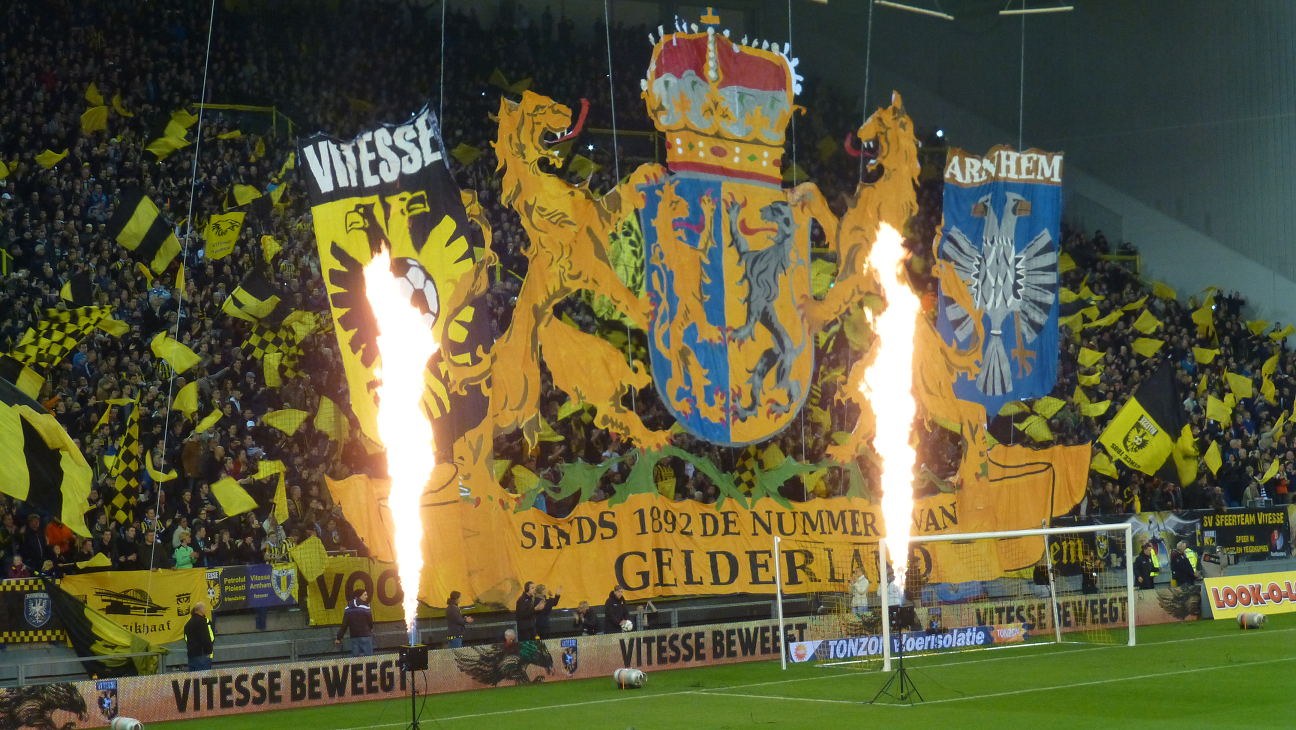
Sân vận động GelreDome

SBV Vitesse Arnhem (Stichting Betaald Voetbal Vitesse Arnhem, tiếng Anh: Professional Football Foundation Vitesse Arnhem), được biết đến rộng rãi là Vitesse Arnhem, hoặc đơn giản là Vitesse (phát âm tiếng Hà Lan: [viˈtɛsə]), là một câu lạc bộ bóng đá chuyên nghiệp của Hà Lan nằm ở đô thị Arnhem, thuộc tỉnh Gelderland. Được thành lập vào ngày 14 tháng 5 năm 1892, Vitesse là một trong những câu lạc bộ bóng đá chuyên nghiệp lâu đời nhất ở Hà Lan, hiện đang thi đấu ở Eerste Divisie sau khi xuống hạng từ Eredivisie 2023–24. Từ năm 1998, câu lạc bộ đã chơi các trận sân nhà tại GelreDome.
Vitesse đã có thời kỳ thành công nhất vào những năm 1990. Kết quả tốt nhất của họ ở Eredivisie là vị trí thứ ba vào năm 1997. Họ đã giành Cúp KNVB năm 2017 và cũng lọt vào trận chung kết năm 1912, 1927 và 1990. Trong suốt nhiều năm, Vitesse đã trở thành một bước đệm cho các cầu thủ đẳng cấp thế giới trong tương lai như Raimond van der Gouw, Philip Cocu, Roy Makaay, Sander Westerveld, Nikos Machlas, Pierre van Hooijdonk, Mahamadou Diarra, Nemanja Matić, Marco van Ginkel, Wilfried Bony, Bertrand Traoré và Martin Ødegaard.

## Cầu thủ

### Đội hình hiện tại
Tính đến ngày 2/9/2024.
Ghi chú: Quốc kỳ chỉ đội tuyển quốc gia được xác định rõ trong điều lệ tư cách FIFA. Các cầu thủ có thể giữ hơn một quốc tịch ngoài FIFA.
| Số | VT | Quốc gia         | Cầu thủ                |
| -- | -- | ---------------- | ---------------------- |
| 2  | HV | Hà Lan           | Mees Kreekels          |
| 3  | HV | Hà Lan           | Giovanni van Zwam      |
| 5  | HV | Hà Lan           | Justin Bakker          |
| 6  | HV | Hà Lan           | Loek Postma            |
| 7  | TĐ | Hà Lan           | Gyan de Regt           |
| 8  | HV | Hà Lan           | Enzo Cornelisse        |
| 9  | TĐ | Cộng hòa Nam Phi | Simon van Duivenbooden |
| 10 | TV | Hà Lan           | Miliano Jonathans      |
| 11 | TĐ | Hà Lan           | Dillon Hoogewerf       |
| 12 | TM | Hà Lan           | Sil Milder             |
| 16 | TM | Hà Lan           | Tom Bramel             |
| 18 | TV | Hà Lan           | Jim Koller             |
| 19 | TĐ | Hà Lan           | Andy Visser            |
| 20 | TV | Gruzia           | Irakli Yegoian         |
| 21 | TV | Hà Lan           | Mathijs Tielemans      |

| Số | VT | Quốc gia         | Cầu thủ                                 |
| -- | -- | ---------------- | --------------------------------------- |
| 22 | HV | Hà Lan           | Mats Egbring                            |
| 24 | HV | Hà Lan           | Roan van der Plaat                      |
| 25 | TV | Hà Lan           | Adam Tahaui                             |
| 28 | HV | Hà Lan           | Alexander Büttner                       |
| 29 | TV | Cộng hòa Nam Phi | Michael Dokunmu                         |
| 30 | TM | Hà Lan           | Sep van der Heijden                     |
| 31 | HV | Hà Lan           | Xiamaro Thenu                           |
| 37 | TV | Hy Lạp           | Angelos Tsingaras                       |
| 55 | HV | Hà Lan           | Marcus Steffen                          |
| 59 | TV | Hà Lan           | Naygiro Sambo                           |
| 98 | TĐ | Croatia          | Tomislav Gudelj                         |
| —  | TM | Hà Lan           | Mikki van Sas (mượn từ Feyenoord)       |
| —  | TĐ | Hà Lan           | Giovanni Büttner                        |
| —  | TĐ | Hy Lạp           | Theodosis Macheras (mượn từ AEK Athens) |